# 사랑의 희망음악
사랑의 희망음악은 KBS 3라디오에서 방송했던 라디오 프로그램이다.

## 역사
2000년 1월 1일 KBS 3라디오 개국과 함께 첫방송을 시작했으며, 원래는 1시간 방송이었으나, 2001년 4월 9일부터 2시간 방송으로 확대되어 방송하다가, 2003년 10월 18일 방송을 마지막으로 3년만에 폐지되었다.

## DJ
- 김상희

## 역대 방송시간
| 방송 채널   | 방송 기간                          | 방송 시간                     |
| ----------- | ---------------------------------- | ----------------------------- |
| KBS 3라디오 | 2000년 1월 1일 ~ 2000년 11월 5일   | 매일 저녁 7:00 ~ 밤 8:00      |
| KBS 3라디오 | 2000년 11월 6일 ~ 2001년 4월 8일   | 매일 저녁 6:15 ~ 저녁 7:00    |
| KBS 3라디오 | 2001년 4월 9일 ~ 2003년 2월 8일    | 월~토요일 저녁 6:10 ~ 밤 8:00 |
| KBS 3라디오 | 2003년 2월 10일 ~ 2003년 10월 18일 | 월~토요일 저녁 6:05 ~ 밤 8:00 |